# Wereldkampioenschap X-trial 2019

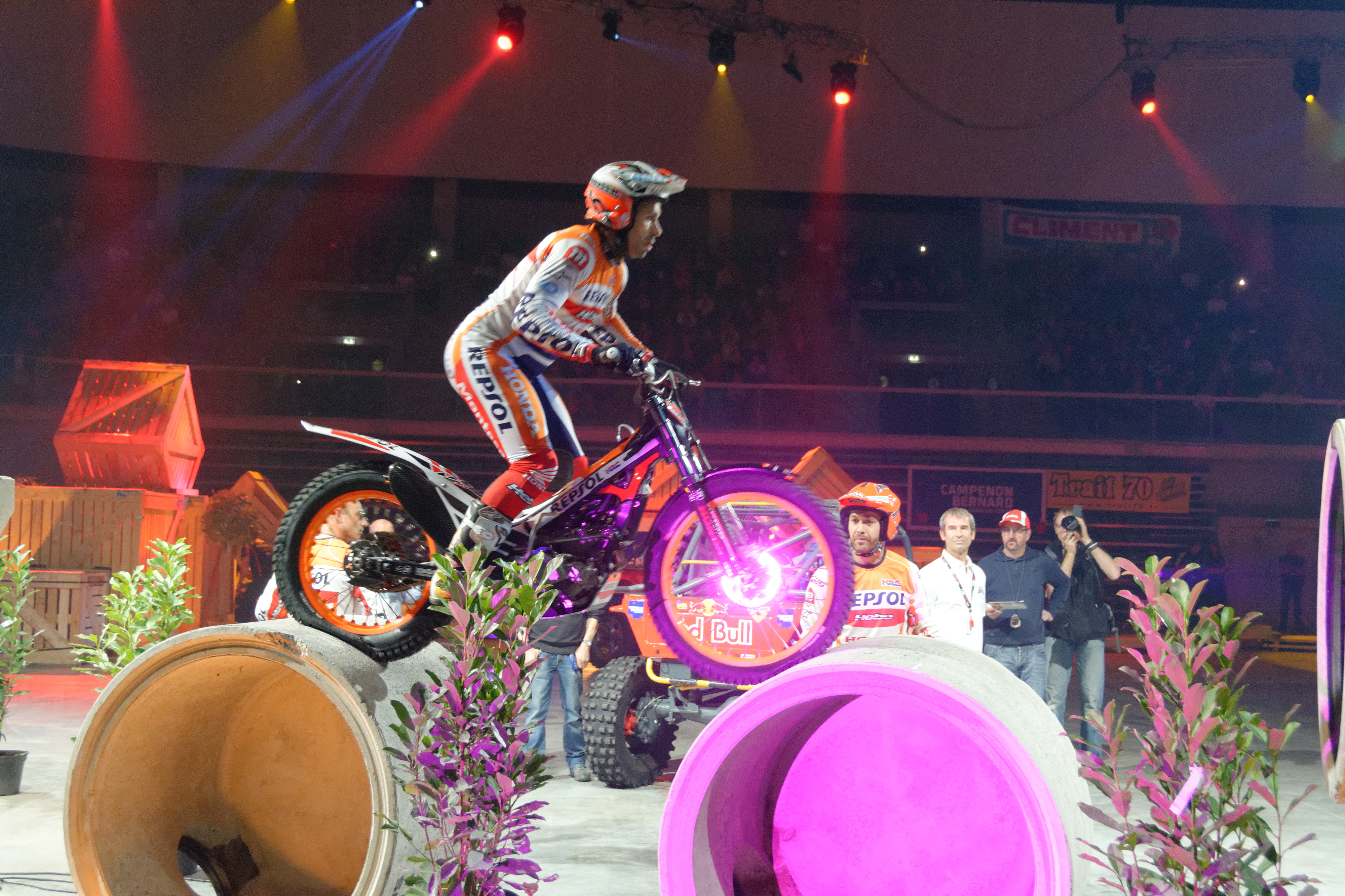
Titelverdediger Toni Bou tijdens een ander X-trail evenement.

Het FIM Wereldkampioenschap X-trial 2019 werd tussen 20 januari en 27 april 2019 gereden.
De rijders kwamen in 7 wedstrijden uit, waarvan 1 in Hongarije, 3 in Spanje, 1 in Frankrijk, 1 in Costa Rica en 1 in Andorra. De Spanjaard Toni Bou (HRC Montesa) verdedigde met succes zijn wereldtitel, die hij inmiddels al sinds 2007 onafgebroken in handen heeft.
De Spaanse coureur Jeroni Fajardo kreeg met terugwerkende kracht in september 2019 een jaar schorsing opgelegd door de FIM wegens gebruik van doping in september 2018, en werd als gevolg daarvan uit de competitie genomen.

## Programma en klassement
| Nr. | Naam                        |     | Boedapest 20 januari | Barcelona 3 februari | Bilbao 16 februari | Granada 23 februari | Marseille 9 maart | Andorra la Vella 27 april | Totaal |
| --- | --------------------------- | --- | -------------------- | -------------------- | ------------------ | ------------------- | ----------------- | ------------------------- | ------ |
| 1   | Toni Bou                    | ESP | 20                   | 15                   | 20                 | 20                  | 20                | 20                        | 100    |
| 2   | Adam Raga                   | ESP | 15                   | 20                   | 15                 | 12                  | 15                | 15                        | 80     |
| 3   | Jaime Busto                 | ESP | 12                   | 12                   | 9                  | 15                  | 6                 | 3                         | 54     |
| 4   | Benoit Bincaz               | FRA | 9                    | 9                    | 12                 | 9                   | 9                 | 6                         | 48     |
| 5   | Miquel Gelabert             | ESP |                      | 6                    | 6                  | 6                   | 12                | 2                         | 32     |
| 6   | Jorge Casales               | ESP | 6                    | 4                    |                    |                     |                   | 12                        | 21     |
| 7   | Takahisa Fujinami           | JPN | 3                    | 4                    |                    |                     |                   | 9                         | 16     |
| 8   | Luca Petrella               | ITA |                      | 2                    | 3                  |                     | 3                 | 4                         | 12     |
| 9   | Gabriel Marcelli Carballido | ESP |                      |                      | 4                  | 4                   |                   |                           | 8      |
| 10  | Alexandre Ferrer            | FRA |                      |                      |                    |                     | 4                 |                           | 4      |
| 11  | James Dabill                | GBR | 4                    |                      |                    |                     |                   |                           | 4      |
| 12  | Sondre Haga                 | NOR |                      |                      | 2                  | 2                   |                   |                           | 4      |
| 13  | Aniol Gelabert Roura        | ESP |                      |                      |                    | 3                   |                   |                           | 3      |
| 14  | Teo Colairo                 | FRA |                      |                      |                    |                     | 2                 |                           | 2      |
| 15  | Dan Peace                   | GBR | 2                    |                      |                    |                     |                   |                           | 2      |

1993 · 
1994 · 
1995 · 
1996 · 
1997 · 
1998 · 
1999 · 
2000 · 
2001 · 
2002 · 
2003 · 
2004 · 
2005 · 
2006 · 
2007 · 
2008 · 
2009 · 
2010 · 
2011 · 
2012 · 
2013 · 
2014 · 
2015 · 
2016 · 
2017 · 
2018 · 
2019 · 
2020